# 鍾子期
鍾子期（？—？），名期，春秋时期楚国（今湖北汉阳）人。
一說是楚樂尹鍾建之後。与伯牙为知音，伯牙彈琴，鍾子期聽到聲音說：“巍巍乎若高山，荡荡乎若流水。”两人結為金蘭。後鍾子期去世，伯牙得知鍾子期死后，認為世間再無知音，一生不再鼓琴。

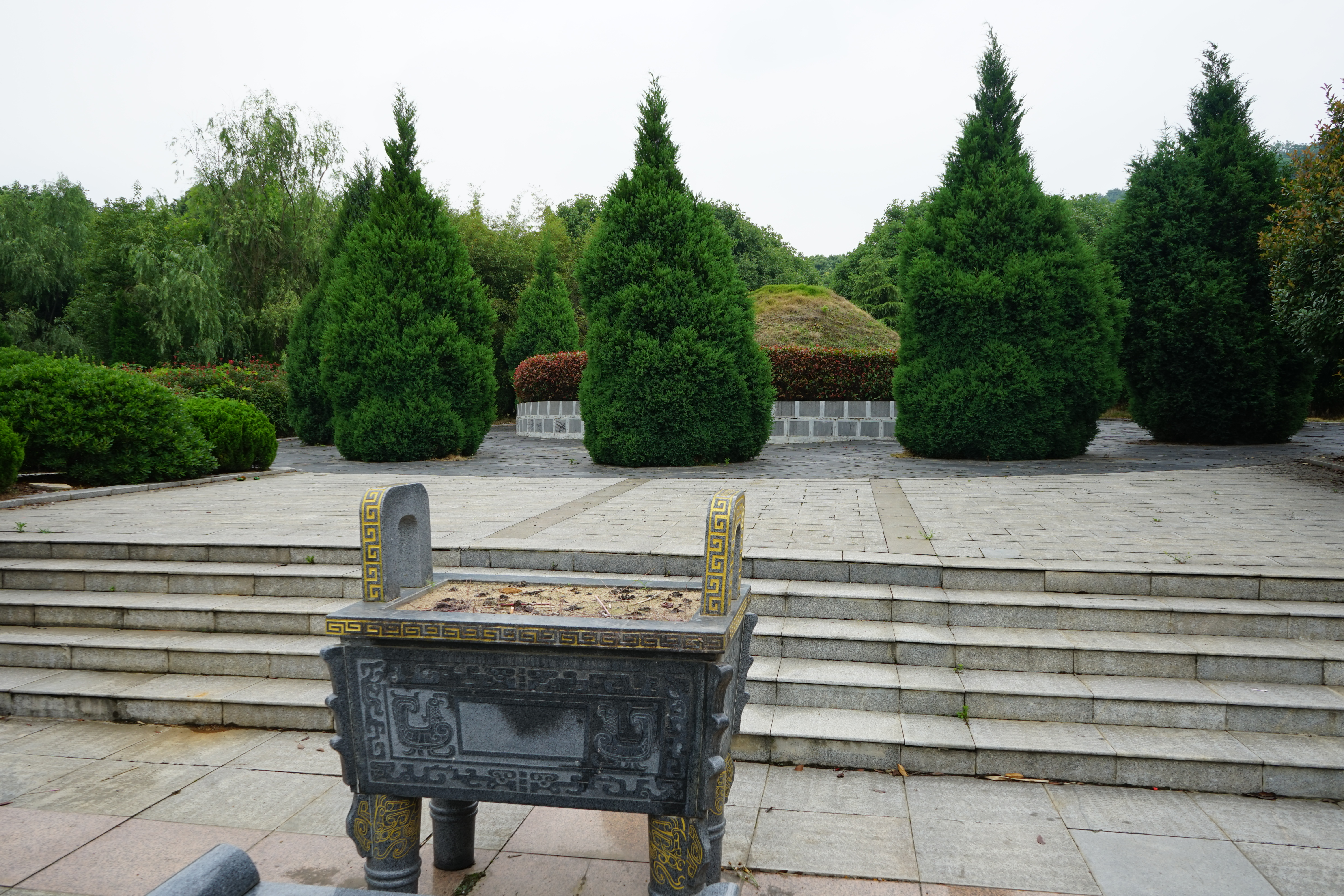
钟子期墓

今有钟子期墓在武汉市蔡甸区新农镇马鞍山南凤凰嘴上。